# Nati nel 1917/Aprile
| Questa pagina contiene informazioni ricavate automaticamente dalle voci biografiche con l'ausilio del template Bio e di un bot. L'aggiornamento è periodico e automatico e ricostruisce completamente la pagina. Se manca una persona in questa lista, sei pregato di non aggiungerla, ma accertati piuttosto che la sua voce biografica contenga il template Bio e che i dati anagrafici siano correttamente compilati. Se il template Bio manca, inseriscilo tu stesso o, in alternativa, metti l'avviso {{tmp\|Bio}} che ne segnala la mancanza. Se i dati riportati sono sbagliati, correggi direttamente la voce biografica; le modifiche saranno visibili in questa lista entro pochi giorni. Per chiarimenti vedi il progetto biografie. La lista contiene solo le 122 persone che sono citate nell'enciclopedia e per le quali è stato implementato correttamente il template Bio. Pagina aggiornata al 10 ago 2025. |

- 1º aprile - Simone Barillier, modella francese († 2013)
- 1º aprile - Sante Bartolai, partigiano e presbitero statunitense († 1979)
- 1º aprile - Igor Bensen, inventore, progettista e aviatore russo († 2000)
- 1º aprile - Svetozar Đanić, calciatore jugoslavo († 1941)
- 1º aprile - Franz-Otto Krüger, attore, regista e sceneggiatore tedesco († 1988)
- 1º aprile - Joseph Nelis, calciatore belga († 1994)
- 1º aprile - Sydney Newman, produttore televisivo e produttore cinematografico canadese († 1997)
- 1º aprile - Melville Shavelson, regista, sceneggiatore e produttore cinematografico statunitense († 2007)
- 2 aprile - Renato Cipriani, calciatore e allenatore di calcio italiano
- 2 aprile - Emilio Cordero, presbitero, regista e produttore cinematografico italiano († 2010)
- 2 aprile - Arrigo Finzi, fisico italiano († 2012)
- 2 aprile - Dabbs Greer, attore statunitense († 2007)
- 2 aprile - Maria Holst, attrice austriaca († 1980)
- 2 aprile - Lou Monte, cantante statunitense († 1989)
- 2 aprile - Vincenzo Maria Morici, ingegnere italiano († 2004)
- 2 aprile - Iris von Roten-Meyer, giornalista, scrittrice e avvocato svizzera († 1990)
- 3 aprile - Erik Hazelhoff Roelfzema, militare, agente segreto e scrittore olandese († 2007)
- 3 aprile - Ilario Tabarri, partigiano e antifascista italiano († 1970)
- 4 aprile - Glenn Adams, cestista statunitense († 2011)
- 4 aprile - Otello Calbi, compositore italiano († 1995)
- 4 aprile - Janka Guzová, cantante slovacca († 1993)
- 4 aprile - Antonio Lima, mafioso italiano
- 5 aprile - Robert Bloch, scrittore e sceneggiatore statunitense († 1994)
- 5 aprile - Frans Gommers, calciatore belga († 1996)
- 6 aprile - Bianco Bianchi, pistard e ciclista su strada italiano († 1997)
- 6 aprile - Leonora Carrington, scrittrice e pittrice britannica († 2011)
- 6 aprile - Francisco Elías de Tejada, filosofo spagnolo († 1978)
- 6 aprile - Umberto Menti, calciatore e allenatore di calcio italiano († 2002)
- 6 aprile - Osman Ahmed Osman, ingegnere, imprenditore e politico egiziano († 1999)
- 7 aprile - Lazzaro Anticoli, pugile e antifascista italiano († 1944)
- 7 aprile - R.G. Armstrong, attore e drammaturgo statunitense († 2012)
- 7 aprile - Lelio Colaneri, calciatore italiano († 1994)
- 7 aprile - Epifanio Méndez Fleitas, politico, scrittore e musicista paraguaiano († 1985)
- 7 aprile - Mongo Santamaría, percussionista cubano († 2003)
- 7 aprile - Albert Sing, allenatore di calcio e calciatore tedesco († 2008)
- 8 aprile - Winifred Asprey, matematica e informatica statunitense († 2017)
- 8 aprile - Rodolfo Bonaccorsi, calciatore italiano
- 8 aprile - Attilio Lapadula, architetto e urbanista italiano († 1981)
- 8 aprile - Goffredo Nannini, politico italiano († 1974)
- 8 aprile - Ernesto Pucci, politico italiano († 2011)
- 8 aprile - Werner Schulz, calciatore tedesco († 1967)
- 8 aprile - Erwin Schädler, calciatore tedesco († 1991)
- 9 aprile - Johannes Bobrowski, scrittore e poeta tedesco († 1965)
- 9 aprile - Angelo Bonfanti, pittore italiano († 2001)
- 9 aprile - Franco Daverio, scultore, pittore e orafo italiano († 1999)
- 9 aprile - Brad Dexter, attore serbo († 2002)
- 9 aprile - Rolf Kauka, fumettista, illustratore e pittore tedesco († 2000)
- 9 aprile - Irene Morgan, attivista statunitense († 2007)
- 10 aprile - Vladimir Fabrikant, cestista francese († 2004)
- 10 aprile - Robert Burns Woodward, chimico statunitense († 1979)
- 11 aprile - Morton Sobell, ingegnere statunitense († 2018)
- 11 aprile - Massimiliano Zandali, calciatore italiano († 1974)
- 12 aprile - Džemal Bijedić, politico jugoslavo († 1977)
- 12 aprile - Robert Manzon, pilota automobilistico francese († 2015)
- 12 aprile - Lee Orr, velocista canadese († 2009)
- 12 aprile - Angelo Zaccaria, militare e aviatore italiano († 1944)
- 13 aprile - Bill Clements, imprenditore e politico statunitense († 2011)
- 13 aprile - Adriano Gozzini, fisico italiano († 1994)
- 13 aprile - Journal Kyaw Ma Ma Lay, giornalista e scrittrice birmana († 1982)
- 13 aprile - Guglielmo Riavis, architetto e pittore italiano († 1987)
- 14 aprile - Agostino Celentano, aviatore italiano († 1956)
- 14 aprile - Luigi Cerutti, politico italiano († 1994)
- 14 aprile - Valerie Hobson, attrice britannica († 1998)
- 14 aprile - Ubaldo Lay, attore italiano († 1984)
- 14 aprile - Torsten Lindberg, calciatore e allenatore di calcio svedese († 2009)
- 15 aprile - Hans Conried, attore, comico e doppiatore statunitense († 1982)
- 15 aprile - Elmer Gedeon, giocatore di baseball e militare statunitense († 1944)
- 15 aprile - Pietro Grossi, compositore, programmatore e violoncellista italiano († 2002)
- 15 aprile - František Stibitz, cestista, pallavolista e dirigente sportivo cecoslovacco († 2008)
- 16 aprile - Barry Nelson, attore statunitense († 2007)
- 16 aprile - Charlotte Salomon, pittrice tedesca († 1943)
- 17 aprile - Carlo Caldi, imprenditore e partigiano italiano († 2012)
- 17 aprile - Massimo Dallamano, regista e direttore della fotografia italiano († 1976)
- 17 aprile - Enrique Flamini, dirigente sportivo, allenatore di calcio e calciatore argentino († 1982)
- 17 aprile - Oronzo Lorusso, generale e aviatore italiano († 1996)
- 17 aprile - Andrée Martinerie, scrittrice francese († 1997)
- 17 aprile - Georg Sattler, militare e aviatore tedesco († 1944)
- 17 aprile - José Soriano, calciatore peruviano († 2011)
- 18 aprile - Luciano Alghisi, calciatore italiano († 2004)
- 18 aprile - Federica di Hannover, duchessa e principessa tedesca († 1981)
- 18 aprile - Carlo Kaffenigg, allenatore di calcio e calciatore italiano († 1992)
- 18 aprile - Giorgio Scalia, militare e nuotatore italiano († 1941)
- 18 aprile - Georgij Michajlovič Vicin, attore sovietico († 2001)
- 19 aprile - Sven Hassel, scrittore danese († 2012)
- 19 aprile - Johnny Hoes, cantante, compositore e paroliere olandese († 2011)
- 19 aprile - Anker Kihle, calciatore norvegese († 2000)
- 19 aprile - Florence Wald, infermiera e attivista statunitense († 2008)
- 20 aprile - Luigi Griffanti, calciatore italiano († 2006)
- 20 aprile - Franco Li Causi, compositore italiano († 1980)
- 21 aprile - Kenneth Campbell, militare e aviatore scozzese († 1941)
- 22 aprile - Åke Andersson, calciatore svedese († 1983)
- 22 aprile - Yvette Chauviré, ballerina e attrice francese († 2016)
- 22 aprile - Enzo Mirigliani, imprenditore e conduttore televisivo italiano († 2011)
- 22 aprile - Sidney Nolan, pittore australiano († 1992)
- 22 aprile - Angelo Penna, religioso, teologo e biblista italiano († 1981)
- 23 aprile - Laddie Gale, cestista e allenatore di pallacanestro statunitense († 1996)
- 23 aprile - Renée Lebas, cantante e produttrice discografica francese († 2009)
- 23 aprile - Dorian Leigh, modella statunitense († 2008)
- 23 aprile - Giorgio Moccheggiani, militare e aviatore italiano († 1940)
- 23 aprile - Laurie Scott, allenatore di calcio e calciatore inglese († 1999)
- 24 aprile - Jesús Alonso Fernández, calciatore spagnolo († 1979)
- 24 aprile - Bertel Storskrubb, ostacolista e velocista finlandese († 1996)
- 25 aprile - Giuseppe Di Prisco, calciatore e politico italiano († 1996)
- 25 aprile - Doris Duranti, attrice italiana († 1995)
- 25 aprile - Ella Fitzgerald, cantante statunitense († 1996)
- 25 aprile - Jean Lucas, pilota automobilistico francese († 2003)
- 26 aprile - Marianne Gábor, pittrice e illustratrice ungherese († 2014)
- 26 aprile - Ieoh Ming Pei, architetto cinese († 2019)
- 27 aprile - René Rizqallah Khawam, letterato e traduttore siriano († 2004)
- 27 aprile - Philipose Mar Chrysostom, vescovo cristiano orientale indiano († 2021)
- 28 aprile - Robert Anderson, sceneggiatore, scrittore e produttore teatrale statunitense († 2009)
- 28 aprile - Robert Cornthwaite, attore statunitense († 2006)
- 28 aprile - Louisette Malherbaud, schermitrice francese († 1999)
- 28 aprile - Alfred Mann, musicologo tedesco († 2006)
- 29 aprile - Urie Bronfenbrenner, psicologo statunitense († 2005)
- 29 aprile - Silvio Ferrari, arbitro di calcio italiano
- 29 aprile - Celeste Holm, attrice statunitense († 2012)
- 29 aprile - Hilde Holovsky, pattinatrice artistica su ghiaccio austriaca († 1933)
- 29 aprile - James Brindley Nicolson, militare e aviatore inglese († 1945)
- 29 aprile - William Squire, attore e doppiatore britannico († 1989)
- 29 aprile - Doug Wright, calciatore inglese († 1992)
- 30 aprile - Merv Wood, canottiere australiano († 2006)